# Alma Guillermoprieto
Alma Guillermoprieto (Città del Messico, 27 maggio 1949) è una giornalista messicana, nota per i suoi numerosi articoli sull'America meridionale per la stampa britannica e nord americana. I suoi scritti sono inoltre molto conosciuti nei paesi di lingua spagnola.

## Biografia
Guillermoprieto è nata e cresciuta a Città del Messico. Durante l´adolescenza si è trasferita con la madre a New York dove ha studiato danza moderna per molti anni. Dal 1962 al 1973 è stata una ballerina professionista.
A metà degli anni ´70 ha iniziato la sua carriera giornalistica prima per The Guardian e quindi per il Washington Post. 
Nel gennaio del 1982 è stata una dei due giornalisti (l´altro era Raymond Bonner del The New York Times) che ha scritto la storia del massacro di El Mozote nel quale 900 abitanti del viaggio El Mozote erano stati uccisi dall'esercito di El Salvador nel dicembre del 1981.
La storia venne pubblicata contemporaneamente nel Post e nel Times il 27 gennaio 1982 suscitando aspre critiche da parte dell´amministrazione Reagan, che parlò di propaganda. 
Nelle decadi successiva Guillermoprieto è stata l´inviata in America meridionale per conto di Newsweek.
Nell´aprile 1995, sotto richiesta di Gabriel García Márquez, Guillermoprieto prese parte al workshop inaugurale della "Fundación para un Nuevo Periodismo Iberoamericano", un istituto che promuove il giornalismo nel continente. Da allora lei ha preso parte ad altri 7 Workshop.